# Jakub Dobeš
Jakub Dobeš (* 27. května 2001 Ostrava) je český hokejový brankář působící v organizaci Montrealu Canadiens.

## Hráčská kariéra

### Začátky
Jakub Dobeš se narodil v Ostravě, hokejově vyrůstal nedaleko Ostravy v Havířově v tamním klubu HC Havířov Panters. V sezoně 2015/16 chytal za mladší dorost v Ostravském celku HC Vítkovice Steel. Následující ročník strávil na západě Čech v klubu Piráti Chomutov, ve kterém chytal za mladší a starší dorost. 17. února 2017 byl náhradním brankářem v zápase juniorské ligy proti HC Škoda Plzeň, po čtvrté inkasované brance v čase 23:58, byl Dobeš poslán do branky, na střídačku putoval český brankář Dominik Pavlát. V brance zůstal do konce zápasů a s časem 35:08 inkasoval pouze jednu branku a 29 střel pokryl.

### Univerzitní hokej
V roce 2017 odcestoval do Severní Ameriky, kde hájil barvy St. Louis AAA Blues, De Smet Jesuit High a Topeka Pilots a Omaha Lancers.
V říjnu 2019 na svém instagramovém účtu oznámil, že byl přijat na Ohijská státní univerzitu.  Za tamější hokejový tým Ohio State Buckeyes nastoupil poprvé v ročníku 2021/22. V této sezóně v posbíral řadu ocenění, ve své první sezóně v NCAA (přesněji v soutěži Big Ten Conference) byl vyhlášen nejlepším brankářem a hráčem soutěže (B1G), vybrán byl do prvního All-Star Týmu a také do All-Rookie Týmu. Dobeš se taktéž stal prvním brankářem, který získal ocenění pro nejlepšího nováčka roku. S touto trofejí se podělil s americkým obráncem Lukem Hughesem. Byl také nominovánpna trofej Mike Richter (trofej pro nejlepšího brankáře v divizi I mužského hokeje NCAA pro základní část).

### Profesionální kariéra
V roce 2020 byl vybrán ve vstupním draftu NHL týmem Montreal Canadiens v pátém kole (136. celkově). 31. března 2023 podepsal s Canadiens dvouletou smlouvu. Následně se připojil k farmářskému týmu Montrealu Laval Rocket v AHL, kde jako náhradník dokončil sezónu 2022/23 (nezasáhl do jediného utkání).
Před sezónou 2023/24 se účastnil tréninkového kempu Canadiens po kterém byl opět poslán do Lavalu. Na začátku své profesionální kariéry se zpočátku trápil, v každém ze svých prvních šesti zápasů inkasoval alespoň tři góly. V průběhu sezóny se však přizpůsobil a stal se pevnou součástí týmu Rocket, pravidelně nastupoval do zápasů a vypracoval se na post jedničky týmu. Své první čisté konto v AHL zaznamenal 28. února 2024, když si připsal 35 zákroků při výhře 4:0 nad Bridgeport Islanders. Navzdory tomuto oživení tým nakonec neuspěl a v roce 2024 se nedostal do play-off Calder Cupu. Svou první sezónu v AHL zakončil Dobeš na děleném prvním místě v počtu odchytaných zápasů v základní části.

#### Snový start kariéry v NHL
Poté, co na začátku sezóny 2024/25 zaznamenal ve 14 zápasech za Laval bilanci 9 výher 3 prohry a 1 prohra v prodloužení, byl Dobeš 27. prosince 2024 povolán k hlavnímu týmu Canadiens. Ve stejný den hlavní trenér Canadiens Martin St. Louis oznámil, že Dobeš bude debutovat v NHL proti Florida Panthers 28. prosince v Amerant Bank Areně. Proti Panthers se blýskl 34 zákroky a stal se teprve pátým brankářem v historii Canadiens, který vychytal čisté konto při svém debutu v NHL, připojil se k Wilfu Cudeovi, Bobu Perreaultovi, Waynu Thomasovi a Yannu Danisovi. Dobeš se navíc stal teprve sedmým brankářem v historii NHL, který při svém debutu v NHL porazil obhájce Stanley Cupu, a třetím brankářem, kterému se to podařilo čistým kontem, po Halu Winklerovi a Darenu Puppovi. Dobeš se také stal prvním českým brankářem, který při debutu udržel čisté konto.
Dne 16. ledna 2025 si Dobeš proti Dallasu připsal čtvrtou výhru ze čtyř utkání NHL, do kterých do té doby zasáhl. Stal se tak prvním Čechem, kterému se podařilo vyhrát první čtyři utkání v NHL. Díky tomu, že v prvních čtyřech zápasech zneškodnil 103 ze 107 střel se zároveň stal prvním brankářem v historii Montrealu, kterému se tento počin podařil.
Na domácím ledě, v Centre Bell, se Dobeš poprvé představil 19. ledna 2025. V utkání proti Rangers zapsal 23 úspěšných zásahů a pomohl Montrealu k výhře 5:4 po prodloužení a udržel si tak svoji neporazitelnost v NHL. Díky tomu se stal teprve 13. brankářem v kompletní historii NHL, který zůstal neporažen i po 5 utkáních.

#### Zbytek ročníku 2024/25
Dobeš poprvé ve své kariéře v NHL prohrál 25. ledna na domácím ledě proti New Jersey. V utkání, ve kterém Habs podlehli Ďáblům 3:4 po prodloužení, zaznamenal 40 úspěšných zákroků a výrazně tak přispěl k zisku bodu. Dobešova neporazitelnost se tak zastavila na pěti utkáních.

## Ocenění a úspěchy
- 2021 USHL – Druhý All-Star Tým
- 2022 NCAA – All-Rookie Tým
- 2022 NCAA – Nejlepší brankář
- 2022 NCAA – První All-Star Tým
- 2022 NCAA – Hráč roku
- 2023 NCAA – All-Star Tým

## Prvenství
- Debut v NHL – 28. prosince 2024 (Florida Panthers proti Montreal Canadiens)
- První vychytaná nula v NHL – 28. prosince 2024 (Florida Panthers proti Montreal Canadiens)
- První inkasovaný gól – 4. ledna 2025 (Colorado Avalanche proti Montreal Canadiens, finským útočníkem Mikko Rantanenem)

## Milníky v NHL
- 1. český brankář, který při debutu vychytal čisté konto – 28. prosince 2024 (Florida Panthers proti Montreal Canadiens)[10]
- 3. brankář, který při debutu porazil obhájce Stanley Cupu s čistým kontem – 28. prosince 2024[9]
- 5. brankář Montrealu, který při debutu vychytal čisté konto – 28. prosince 2024[9]
- 7. brankář, který při debutu porazil obhájce Stanley Cupu – 28. prosince 2024[9]
- 1. český brankář, který zůstal neporažen po 5 utkáních – 19. ledna 2025 (New York Rangers proti Montreal Canadiens)[12]
- 2. evropský brankář, který zůstal neporažen po 5 utkáních – 19. ledna 2025[12]
- 4. brankář Montrealu, který zůstal neporažen po 5 utkáních – 19. ledna 2025[14]
- 13. brankář, který zůstal neporažen po 5 utkáních – 19. ledna 2025[12]

## Statistiky

### Základní části
| Sezona       | Tým                 | Liga         | Z  | V  | P  | R/Pvp | MIN   | OG  | ČK | POG  | %ChS |
| ------------ | ------------------- | ------------ | -- | -- | -- | ----- | ----- | --- | -- | ---- | ---- |
| 2018–19      | Topeka Pilots       | NAHL         | 1  | 0  | 1  | 0     | 60    | 4   | 0  | 4.00 | .875 |
| 2019–20      | Topeka Pilots       | NAHL         | 10 | 7  | 3  | 0     | 603   | 16  | 3  | 1.59 | .946 |
| 2019–20      | Omaha Lancers       | USHL         | 21 | 9  | 6  | 3     | 991   | 51  | 1  | 3.09 | .891 |
| 2020–21      | Omaha Lancers       | USHL         | 47 | 26 | 16 | 3     | 2,588 | 107 | 2  | 2.48 | .908 |
| 2021–22      | Ohio State Buckeyes | B1G          | 35 | 21 | 12 | 2     | 2,044 | 77  | 3  | 2.26 | .934 |
| 2022–23      | Ohio State Buckeyes | B1G          | 40 | 21 | 16 | 3     | 2,361 | 91  | 2  | 2.31 | .918 |
| 2023–24      | Laval Rocket        | AHL          | 51 | 24 | 18 | 6     | 2,868 | 140 | 1  | 2.93 | .906 |
| 2024–25      | Laval Rocket        | AHL          | 14 | 9  | 3  | 1     | 812   | 33  | 0  | 2.44 | .910 |
| 2024–25      | Montreal Canadiens  | NHL          | 16 | 7  | 4  | 3     | 875   | 40  | 1  | 2.74 | .909 |
| Celkem v NHL | Celkem v NHL        | Celkem v NHL | 16 | 7  | 4  | 3     | 875   | 40  | 1  | 2.74 | .909 |

### Play-off
| Sezona        | Tým                | Liga          | Z | V | P | MIN | OG | ČK | POG  | %ChS |
| ------------- | ------------------ | ------------- | - | - | - | --- | -- | -- | ---- | ---- |
| 2020–21       | Omaha Lancers      | USHL          | 2 | 0 | 2 | 120 | 4  | 0  | 2.10 | .923 |
| 2024–25       | Montreal Canadiens | NHL           | 3 | 1 | 2 | 144 | 7  | 0  | 2.91 | .881 |
| Celkem v USHL | Celkem v USHL      | Celkem v USHL | 2 | 0 | 2 | 120 | 4  | 0  | 2.10 | .923 |
| Celkem v NHL  | Celkem v NHL       | Celkem v NHL  | 3 | 1 | 2 | 144 | 7  | 0  | 2.91 | .881 |